# تيريس جيبسون
تيريس جيبسون (بالإنجليزية: Tyrese Gibson)‏ مواليد 30 ديسمبر 1978 في كاليفورنيا، الولايات المتحدة، هو ممثل أمريكي بدأ مسيرته الفنية عام 1994. هو أيضا منتج أفلام.

## الأعمال

### أفلام
- السرعة والغضب 2
- أربعة إخوة
- المتحولون 1
- سباق الموت
- المتحولون 2
- المتحولون: الجانب المظلم للقمر
- السرعة والغضب 5
- السرعة والغضب 6
- السرعة والغضب 7
- المتحولون: آخر فارس
- السرعة والغضب 8
- السرعة والغضب 9

## وصلات خارجية
- الموقع الإلكتروني
- تيريس جيبسون على موقع IMDb (الإنجليزية)
- تيريس جيبسون على موقع ميتاكريتيك (الإنجليزية)
- تيريس جيبسون على موقع روتن توميتوز (الإنجليزية)
- تيريس جيبسون على موقع ألو سيني (الفرنسية)
- تيريس جيبسون على موقع ميوزك برينز (الإنجليزية)
- تيريس جيبسون على موقع ميوزك برينز (الإنجليزية)
- تيريس جيبسون على موقع تيرنر كلاسيك موفيز (الإنجليزية)
- تيريس جيبسون على موقع أول موفي (الإنجليزية)
- تيريس جيبسون على موقع بوكس أوفيس موجو (الإنجليزية)
- تيريس جيبسون على موقع قاعدة بيانات الأفلام السويدية (السويدية)